# Polyscias kavaiensis
Polyscias kavaiensis är en araliaväxtart som först beskrevs av Horace Mann och som fick sitt nu gällande namn av Porter Prescott Lowry och Gregory M. Plunkett.
Polyscias kavaiensis ingår i släktet Polyscias och familjen Araliaceae. Inga underarter finns listade i Catalogue of Life.